# Матвій Паризький
Матві́й Пари́зький (лат. Matthæus Parisiensis; бл. 1200 — 1259) — англійський бенедиктинський монах, хроніст, ілюстратор рукописів, картограф. Провідний англійський історик свого часу. Походження прізвиська невідоме: від родового імені Періс (Paris) із Кембриджширу, або навчання у Парижі. Працював у Абатстві святого Альбана в Гартфордширі (з 1217). Відвідував королівський двір у Лондоні. За дорученням французького короля Людовика IX виїхав до Норвегії, де передав запрошення Гокону IV приєднатися до хрестового походу (1248). Став приятелем норвезького короля, провів рік у Норвегії, займався реформою місцевих бенедиктинських монастирів. Після повернення до Англії мешкав і працював у своєму абатстві. Був особисто знайомий із англійським королем Генріхом III і його братом Річардом Корнуельським. Помер у Олбанському абатстві. Автор декількох історичних творів написаних латиною, французькою або англо-норманською, які збагатив власними акварельними ілюстраціями. Найвідоміші з них «Велика хроніка» і «Історія англійців».

## Праці
- Chronica Majora (Велика хроніка) — найбільш цитована, але не завжди достовірна[3].
- Historia Anglorum (Історія англійців) — в якій Фрідріх II різко критикується: називається «тираном», який «здійснив огидні злочини»[4].